# 李纶泰
李纶泰，四川资阳人，是一名清朝政治人物。
李纶泰曾于1847年接替于浚任崇明县知县一职，1847年由孙丰接任。